# Lijst van beschermd erfgoed in Wasseiges
Onderstaande tabel geeft een overzicht van de beschermde erfgoederen in de gemeente Wasseiges. Het beschermd erfgoed maakt deel uit van het cultureel erfgoed in België.
| Object | Bouwjaar/architect | Deelgemeente | Adres | Coördinaten                  | Nummer?                | Afbeelding |
| --- | ------------------ | ------------ | ----- | ---------------------------- | ---------------------- | --- |
| Tumuli du Soleil, twee grafheuvels en het ensemble gevormd door deze heuveltjes en het perceel waarop zij zich bevinden, Romeinse weg |                    |              |       | 50° 38' 10" NB, 5° 2' 2" OL  | 64075-CLT-0001-01 Info | Tumuli du Soleil, twee grafheuvels en het ensemble gevormd door deze heuveltjes en het perceel waarop zij zich bevinden, Romeinse weg |
| Moerassen en vijvers oude suikerfabricage, te Wasseiges                                                                               |                    |              |       | 50° 37' 12" NB, 5° 1' 16" OL | 64075-CLT-0002-01 Info | |
| De votiefsteen gelegen aan de rue du Soleil te Ambresin en het ensemble gevormd door het monument en de vier linden die het omringen  |                    |              |       | 50° 38' 9" NB, 5° 2' 23" OL  | 64075-CLT-0003-01 Info | De votiefsteen gelegen aan de rue du Soleil te Ambresin en het ensemble gevormd door het monument en de vier linden die het omringen  |
| Het totaal van de orgels in de Sint-Martinuskerk in Wasseiges                                                                         |                    |              |       | 50° 37' 20" NB, 5° 0' 21" OL | 64075-CLT-0004-01 Info | |
| Tumuli du Soleil, een archeologische site met twee tumuli                                                                             |                    |              |       | 50° 38' 10" NB, 5° 2' 2" OL  | 64075-PEX-0001-01 Info | Tumuli du Soleil, een archeologische site met twee tumuli                                                                             |